# Heinrich von Levitschnigg

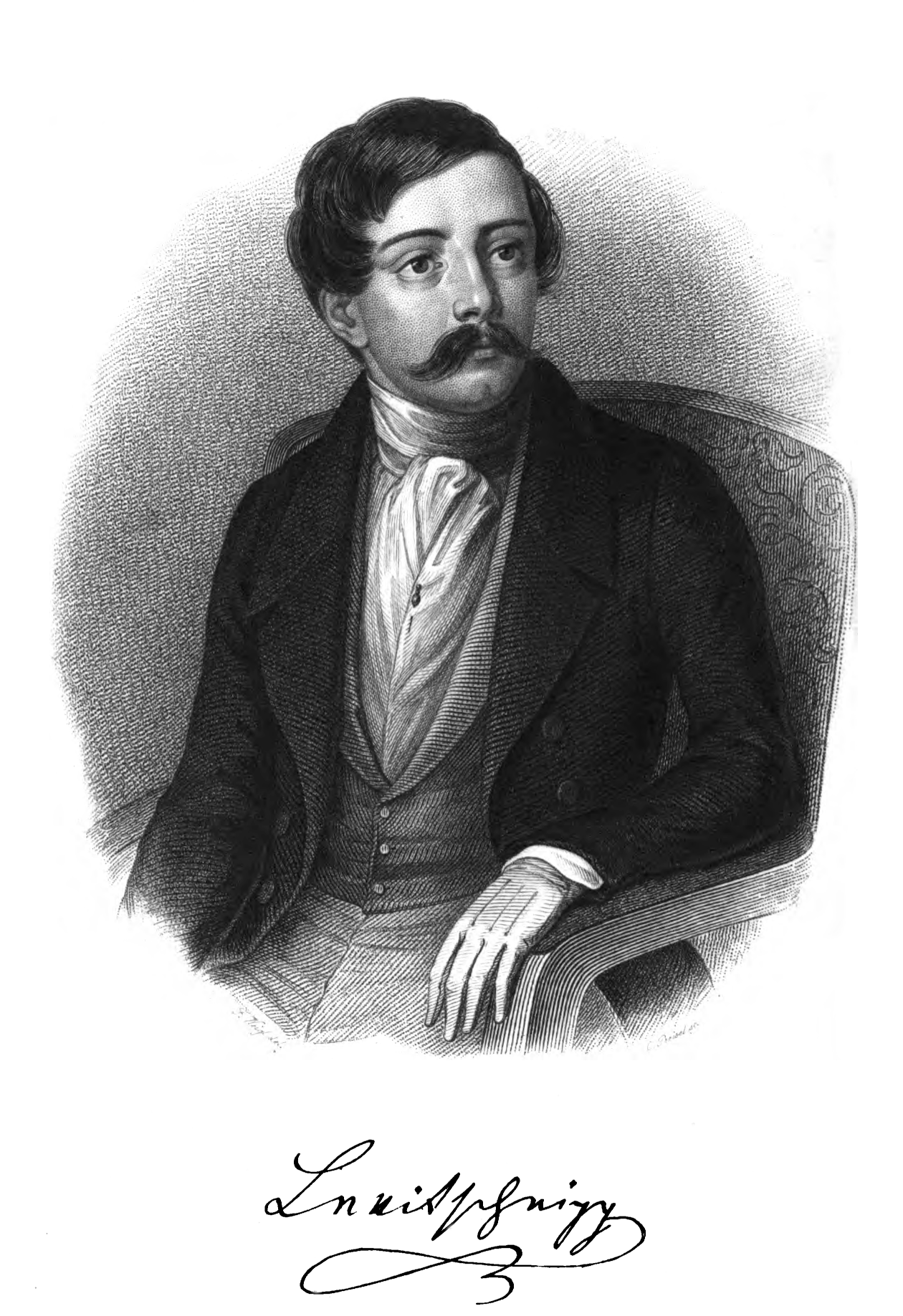
Heinrich von Levitschnigg (Porträt in „Gedichte“. 1842)

Heinrich Ritter von Levitschnigg (1815–1818: Heinrich Edler von Levitschnigg, ab 1818 Heinrich Levitschnigg Ritter von Glomberg) (* 25. September 1810 in Wien; † 24. Januar 1862 ebenda), war ein österreichischer Dichter, Prosaschriftsteller und Journalist.

## Leben
Heinrich von Levitschnigg studierte an der Universität Wien zuerst die Rechte, dann Medizin und ging schließlich in den Militärstand. Als Unterleutnant eines Regiments an der türkischen Grenze erwärmte sich seine Phantasie für den orientalischen Bilderluxus, welchen Freiligrath, Rückert und viele andere schon in die Poesie gebracht hatten, und er verließ, nachdem er erste lyrische Proben in Zeitschriften veröffentlicht hatte, auch den Militärstand, um sich ganz dem Journalismus und der Schriftstellerei zu widmen.
Ab 1837 war er Mitarbeiter bei der Wiener Zeitung und der Zeitschrift Der Humorist von Moritz Gottlieb Saphir. Saphir äußerte sich im Oktober 1839 wie folgt über Levitschnigg: „Dürften wir der Zukunft vorgreifen, so würden wir sagen, daß in Levitschnigg der vaterländischen Literatur eine ausgezeichnete Erscheinung entgegen reift, wenn Umstände, Einwirkungen u.s.w., dieser Reife nicht in den Weg treten“. Während der 1840er Jahre veröffentlichte Levitschnigg vor allem Lyrik und Essays zur Literatur und Musik (siehe unten: Literarisches Schaffen).
Ab dem Jahr 1845 lebte Levitschnigg als Redakteur des Feuilletons der Pester Zeitung in Pest und gab zwischen 1854 und 1855 das Pester Sonntagsblatt heraus. Ab März 1859 war er (nach dem Tod Saphirs) zeitweilig Redakteur der Zeitschrift Der Humorist. Im Jahr 1861 gründete Levitschnigg schließlich das eigene (und bis 1889 bestehende) satirische Monatsblatt Der Zeitgeist.

## Literarisches Schaffen
Seine ersten Veröffentlichungen (ab 1836), das romantische Gedicht Rustan (1841) und sein erster Sammelband Gedichte (1842), zeigten nach Ansicht der Zeitgenossen ein schönes Talent, das sich aber in einem Labyrinth überschwänglicher und haltloser Metaphern zu verirren drohte, was dann bei den Gedichten seines späteren Bands West – Oestlich (1846) noch mehr kritisiert wurde. Als Feuilletonist der staatsnahen Pester Zeitung erlebte er 1848–49 die ungarische Nationalrevolution mit, der er nach ihrer Unterdrückung scharfe gegnerische Bilder in seinem zweibändigen Kossuth und seine Bannerschaft. Silhouetten aus dem Nachmärz in Ungarn (Pest 1850) vorhielt. Den siegreichen kaiserlichen Truppen widmete er die Gedichte in seiner Soldatenfibel (1852).
Ab der ersten Hälfte der 1850er Jahre schrieb er vorwiegend Romane (u. a. Die Geheimnisse von Pest, 1853). Zur Zeit, als Wagners Tannhäuser auftauchte, brachte er ein durch Ausstattung gehobenes gleichnamiges Schauspiel mit Tageserfolg zur Aufführung (mit der Musik Franz von Suppès). Zuletzt sank er zu Rätselbüchern und dergleichen herab. Im Jahr 1860 erschien Wien, wie es war und ist. Federzeichnungen.
Mit Der Diebsfänger (1860) und anderen Geschichten gehört Levitschnigg zu den frühen deutschsprachigen Kriminalautoren.

## Schachschriftsteller
Levitschnigg nahm lebhaften Anteil an der Entwicklung des 1839 gegründeten Pester Schachklubs. Ein Jahr vor seinem doch frühen Tod gab er ein Schachbuch unter dem Titel Der Schachmeister. Handbuch zum Selbstunterricht im Schachspiele (1861) heraus, das später neu aufgelegt wurde. Eine von Johannes Minckwitz umgearbeitete und „mit einer Einführung in die Problemcomposition“ versehene dritte Auflage erschien 1886 unter dem veränderten Titel Der Schachmatador. Ein Leitfaden zum Selbstunterricht im Schachspiele.

## Werke
Bis auf weiteres nicht erfasst wurden Levitschniggs Kurzrezensionen, Bücheranzeigen usw., die er ab 1838 in verschiedenen österreichischen Zeitschriften veröffentlichte.

### Dichtung

#### In „Der Humorist“ (Wien)
- 1838: „An die Dichter unserer Zeit“. In: Der Humorist (Wien), Nr. 64 vom 21. April 1838, S. 255 (ANNO)
- 1838: „Die Nacht“. In: Der Humorist (Wien), Nr. 74 vom 9. Mai 1838, S. 294 (ANNO)
- 1838: „An Uhland“. In: Der Humorist (Wien), Nr. 117 vom 23. Juli 1838, S. 465 (ANNO)
- 1838: „Zum glorreichen Namensfeste unserer allgeliebten Landesmutter“. In: Der Humorist (Wien), Nr. 118 vom 25. Juli 1838, S. 469 (ANNO)
- 1839: „Weßwegen“ / „Warnung“. In: Der Humorist (Wien), Nr. 155 vom 5. August 1839, S. 618 (ANNO)
- 1839: „Am Lethe“. In: Der Humorist (Wien), Nr. 178 vom 6. September 1839, S. 708 (ANNO)
- 1840: „Camoens“. In: Der Humorist (Wien), Nr. 33 vom 14. Februar 1840, S. 131 (ANNO)
- 1840: „Ein Traumgesicht“. In: Der Humorist (Wien), Nr. 158 vom 7. August 1840, S. 634 f.
- 1840: „Lea“. In: Der Humorist (Wien), Nr. 161 vom 12. August 1840, S. 646 f.
- 1841: „Die Klavierspielerin“. In: Der Humorist (Wien), Nr. 51 vom 12. März 1841, S. 205 (ANNO)
- 1841: „Im Frühling. An A. S.“. In: Der Humorist (Wien), Nr. 63 vom 29. März 1841, S. 253 f.
- 1841: „Fruchtloser Wunsch“. In: Der Humorist (Wien), Nr. 129 vom 30. Juni 1841, S. 543 (ANNO).
- 1841: „Einer Hoffnungslosen“. In: Der Humorist (Wien), Nr. 135 vom 8. Juli 1841, S. 558 (ANNO)

#### In anderen Zeitschriften bzw. Publikationen
- 1836: „An ihre Locke“. In: Wiener Zeitschrift für Kunst, Literatur, Theater und Mode, Nr. 46 vom 16. April 1836, S. 365 (ANNO)
- 1836: „Die Nachtwache am 20. April 1836“. In: Wiener Zeitschrift für Kunst, Literatur, Theater und Mode, Nr. 50 vom 26. April 1836, S. 396 (ANNO)
- 1836: „Ghaselen“. In: Wiener Zeitschrift für Kunst, Literatur, Theater und Mode, Nr. 80 vom 5. Juli 1836, S. 636 f.
- 1837: „Untrennbar“ /  „Noch immer!“ /  „Kama (Indische Mythe)“ /  „Persische Liebeserklärung“ /  „Unmöglich“ /  „Seelenwanderung“ /  „Lebensstufen“. In: Oesterreichischer Musenalmanach (Wien 1837), S. 175–183
- 1839: „Liebesghaselen“. In: Taschenbuch für das k.k. privilegirte Theater in der Leopoldstadt auf das Jahr 1839 (Wien 1839), S. 141–147
- 1839: „Die letzte Fee. Romantisches Gedicht“. In: Orpheus. Musikalisches Taschenbuch für das Jahr 1840 (Hg. August Schmidt), 1. Jahrgang (Wien o. J.), S. 83–97
- 1839: „Flora. Das wallachische Blumenmädchen. Gedicht“. In: Iris. Taschenbuch für das Jahr 1840, Pesth: Gustav Heckenast, S. 103 f.
- 1839: „Die Zigeuner-Familie. Gedicht“. In: Iris. Taschenbuch für das Jahr 1840, Pesth: Gustav Heckenast, S. 259–262. Auszugsweise auch zitiert in Der Wanderer (Wien), Nr. 247 vom 17. Oktober 1843, S. 987 (ANNO). Noch abgedruckt in Carniolia, Nr. 93 vom 20. März 1843, S. 359
- 1839: „Die Nachtigall im Bauer“. In: Immergrün. Taschenbuch für das Jahr 1840, 4. Jahrgang (Wien: Carl Haas o. J.), S. 338 f.
- 1840: „Am Grabe Nikolaus Krufft’s“. In: Orpheus. Musikalisches Taschenbuch für das Jahr 1841 (Hg. August Schmidt), 2. Jahrgang (Wien o. J.), S. 342
- 1840: „Der Elfe. Irische Sage“. In: Oesterreichischer Musen-Almanach 1840 (Hg. Andreas Schumacher), Wien o. J., S. 24–34
- 1840: „Der Sachem“. In: Gedenke Mein 1841[8], Wien u. Leipzig: Pfautsch o. J., S. 81–91
- 1840: „Die Schwimmer“. In: Immergrün. Eine Festgabe zur vierten Jubelfeier der Erfindung der Buchdruckerkunst, Wien: Carl Haas, S. 329 = Immergrün. Taschenbuch für das Jahr 1841, Wien: Carl Haas, S. 329
- 1840: „Ein Savoyardenknabe. Gedicht“ / „Nador. Ein Gedicht“. In: Iris. Taschenbuch für das Jahr 1841 (hg. von Mailáth & Saphir), 2. Jahrgang, Pesth: Gustav Heckenast, S. 91 f., 141–160 – Das Gedicht Nador beschreibt eine Fahrt auf dem Dampfschiff gleichen Namens auf der Donau von Wien nach Budapest
- 1840:  „Lobau-Marius“. In: Die Warte an der Donau. Oesterreichische Zeitschrift für Verstand und Gemüth (Linz), Nr. 199 vom 11. Dezember 1840, S. 1 (ANNO)
- 1841: „Natur (Für Composition.)“. In: Allgemeine Wiener Musik-Zeitung, Nr. 63 vom 27. Mai 1841, S. 262 (ANNO)
- 1843: „Am Nil. Ein Gedicht“. In: Iris. Taschenbuch für das Jahr 1843 (hg. von Johann Graf Mailáth), Pesth: Gustav Heckenast, S. 42–65
- 1843: „An die Dichter meiner Zeit“. In: Carniolia, Nr. 90 vom 27. März 1843, S. 357
- 1843: „Byron’s Tod (Bruchstück aus dem dramatischen Gedichte: Lord Byron“. In: Album aus Oesterreich ob der Enns. Mit artistischen Beilagen (…), Linz: Vincenz Fink S. 204–207 (Google))
- 1843: „Das Kaiserwort“. In: Carniolia, Nr. 95 vom 10. März 1843, S. 377
- 1844: „Winternacht“. In: Immergrün. Taschenbuch für das Jahr 1844, Wien: Carl Haas, S. 255
- 1844: „Der Cymbalschläger. Gedicht“. In: Iris. Taschenbuch für das Jahr 1845 (hg. von Johann Graf Mailáth), Pesth: Gustav Heckenast, S. 235–237
- 1845 „Trost“ /  „Erkenntnis“ /  „Judaskuß“. In: Album. Zum Besten der durch die Ueberschwemmungen im Jahre 1845 in Böhmen Verunglückten (Wien 1845), S. 163–165
- 1845: „Der walachische Weinhüter“. In: K.J.W. Wander: Erster Führer durch den deutschen Dichterhain, Breslau: W.G. Korn, S. 412
- 1846: „Schiedsspruch. Gedicht“ / „Die Zigeunermutter“. In: Iris. Deutscher Almanach für 1847 (hg. von Johann Graf Mailáth), Pesth 1846, S. 251 f., 331 f.
- 1847: „Er liebt mich. Gedicht“. In: Iris. Deutscher Almanach für 1848 (hg. von Johann Graf Mailáth), Pesth: Gustav Heckenast, S. 137–140
- 1847: „Jubal“. In: O.L. Wolff: Die deutschen Dichter der Gegenwart. Supplementband zum Poetischen Hausschatze des deutschen Volkes, Leipzig: Otto Wigand, S. 189–194
- 1855: „Tempeltrümmer“. In: Iris. Pariser Damen Zeitung (Graz), Nr. 3 vom 15. Januar 1855, S. 9. – Schon im Jahr 1847 war ein Gedicht desselben Titels der österreichischen Lyrikerin Betty Paoli veröffentlicht worden.

#### Eigenständige Veröffentlichungen
- 1841: Rustan. Romantisches Gedicht in vier Gesängen. Stuttgart: J. B. Metzler, 1841 (Google)
- 1842: Gedichte. Wien: Pfautsch & Compagnie (BSB digital) (Google)
- 1846: West – Oestlich. Gedichte. Wien: Mörschners Witwe & Bianchi (Google)
- 1847: Ein Märchen. Pesth: Gustav Heckenast (archive)
- 1848: Der steinerne Gast. Gedicht. Pest: Landerer & Heckenast (Google)
- 1852: Brennende Liebe. Zwei Sträuße Gedichte. Wien: J. F. Greß (Google)
- 1852: Soldatenfibel. Wien: J. F. Greß (Google)

### Prosawerke (Literarisches und Kritisches)

#### In „Der Humorist“ (Wien)
- 1838: „Seelenwanderung. Fantasiestück“. Gedruckt in mehreren Fortsetzungen in Der Humorist (Wien) von Nr. 98 (20. Juni 1838) bis zur Nr. 110 (11. Juli 1838)
- 1838: „Die junge Morgenländerin. Fantasiestück“. In: Der Humorist (Wien), Nr. 120  vom 28. Juli 1838, S. 477 f.
- 1838: „Ein Nachmittag am Roknabad. Fantasiestück“. In: Der Humorist (Wien), Nr. 146 vom 12. September 1838, S. 581 f.; Nr. 147, S. 585 f.
- 1839: „Donna Sol“. In: Der Humorist (Wien), Nr. 2 vom 3. Januar 1839, S. 6 f.; Nr. 3, S. 10 f.
- 1839: „Die Odaliske“. In: Der Humorist (Wien), Nr. 10 vom 14. Januar 1839, S. 38 f.; Nr. 11, S. 41 f.
- 1841: „Der Wiener Kunstsalon 1841. Geschildert von Levitschnigg“. In vielen Fortsetzungen abgedruckt in Der Humorist (Wien), von Nr. 71 (9. April  1841) bis zur Nr. 104 (26. Mai 1841)

#### In anderen Zeitschriften bzw. Publikationen
- 1840: „Joseph Haydn“. In: Orpheus. Musikalisches Taschenbuch für das Jahr 1841 (Hg. August Schmidt), 2. Jahrgang (Wien o. J.), S. 345–370
- 1841: „Klänge aus Mexiko“. In: Allgemeine Wiener Musik-Zeitung, Nr. 17 vom 9. Februar 1841, S. 71 f.; Nr. 21 vom 18. Februar, S. 88; Nr. 23 vom 23. Februar, S. 95 f.
- 1841: „Klänge aus China. Nach englischen Quellen“. In: Allgemeine Wiener Musik-Zeitung, Nr. 40 vom 3. April 1841, S. 166; Nr. 41 vom 6. April, S. 169 f.
- 1855: „Im Lande der Burczesten. Vaterländische Novelle“. In: Faust. Poligrafisch-illustrirte Zeitschrift, Nr. 19, S. 160 f.; Nr. 20, S. 167–169; Nr. 21 (1855), S. 176 f.; Nr. 22, S. 184 f.; Nr. 23, S. 191 f.; Nr. 24, S. 200 f.
- 1858: „Biographische Skizze von M. G. Saphir“. in: Album österreichischer Dichter. Neue Folge, Wien: Pfautsch & Voß, S. 410–422

#### Eigenständige Veröffentlichungen
- 1850: Kossuth und seine Bannerschaft. Silhouetten aus dem Nachmärz in Ungarn. 2 Bände, Pesth: Gustav Heckenast 1850 (BSB digital: Band 1, Band 2)
- 1853: Die Geheimnisse von Pest. Roman. 4 Bände. Wien: J. F. Greß (Google: Band 1, Band 2, Band 3, Band 4)
- 1853: Der Montenegriner oder Christenleiden in der Türkei. Roman. Pest: Gustav Heckenast (BSB digital)
- 1855: Der Zeitungsjunge. Roman. 2 Bände, Pest, Wien (u. a.): Hartleben’s Verlags-Expedition (Google: Band 1, Band 2)
- 1860: Der Diebsfänger. Roman. 2 Bände, Wien: Zamarski & Dittmarsch (Google: Band 1, Band 2)
- 1860: Wien, wie es war und ist. Federzeichnungen. Pest, Wien: Hartleben’s Verlags-Expedition (BSB digital) (Google)
- 1862: Der Gang zum Giftbaum. Roman. 2 Bände, Wien: Zamarski & Dittmarsch (Google: Band 1 – Band 2)
- (posthum) 1863: Die Leiche im Koffer oder ein zweiter Blondin von Namur. Roman. 2 Teile, Wien: Zamarski & Dittmarsch (Google: Band 1 – Band 2)
- (posthum) 1864: Leier und Schwert. Eine Zukunftsnovelle aus dem Nachlasse. Wien: Zamarski & Dittmarsch (Google)

### Bühnenstücke
- 1842: Das grüne Band. Romantisch-komisches Zauberspiel (von K. Elmar, H. Ritter v. Levitschnigg, J. H. Mirani, J. G. Seidl u. a., Musik von F. v. Suppé). Uraufgeführt am 2. Juli 1842 im k.k. Theater in der Josefstadt (Wien)
- 1847: „Löwe und Rose. Trauerspiel in fünf Acten“. In: Ludwig Foglár (Hg.): Verworfene Schauspiele, Pest 1847, S. 1–125 (archive)
- 1849: „Prolog“ zur Eröffnung des deutschen Theaters in Pest am 15. November 1849
- 1852: —, Franz von Suppè: Der Tannhäuser. Dramatisches Gedicht mit Gesang und Tanz in 3 Akten. (Mit großem Beifall aufgeführt im k. k. priv. Theater an der Wien). Wien 1852. (BSB digital) (Google)
- (posthum) 1865: —, Thomas Loewe: Concini. Romantische Oper in vier Acten. Musik. von Thomas Loewe. Wien: J. Löwenthal (BSB digital)

### Verschiedenes
- 1860: Turandot. Nüsse zum Aufknacken für schöne, doch feste Zähne. Eine Sammlung von dreihundert neuen Räthsel, Charaden, Homonymen u.s.w. Pest, Wien: C. A. Hartleben (BSB digital)
- 1861: Der Schachmeister. Handbuch zum Selbstunterricht im Schachspiele. Pest, Wien und Leipzig: C. A. Hartleben’s Verlags-Expedition (Google)
  - Zweite, verbesserte Auflage, Wien u. a.: A. Hartleben 1873 (Google)

Siehe auch Mikrofiche-Ausgaben, Saur, München (u. a.) 1990–94, ISBN 3-598-51666-5.